# Frederick Coyett
Fredrik Coyett (1615?- 17 octobre 1687), fut le dernier gouverneur de Taïwan de la Compagnie des Indes Orientales (VOC, Vereenigde Oostindische Compagnie).
D’origine suédoise, il naquit à Stockholm mais travailla pour la Compagnie de Indes Orientales. Il fut le gouverneur de la colonie de Taïwan de 1656 à 1662. Il fut forcé de capituler face à Koxinga en 1662, et dut se replier vers Batavia.
À Batavia, il est jugé coupable de haute trahison pour avoir échoué à défendre Taiwan. Il sera condamné à mort et restera en prison 3 ans avant que le jugement soit commué en bannissement sur l'île de Banda. Il sera relâché en 1674. Il écrira un livre en 1675 intitulé Neglected Formosa pour se justifier.